# 马哲文
马哲文，山西洪洞人，中国人民解放军空军中将。
曾任空军航空兵19师政治部主任，空军酒泉试验基地副政治委员，空军沧州飞训基地政治委员，空军指挥学院政治部副主任。2014年12月任空军预警学院政治委员。2017年12月不再担任空军预警学院政委，升任中部战区空军政治部主任。2020年9月任中央军委训练管理部政治委员。2023年，转任东部战区副政委兼政治工作部主任。
2016年5月晋升空军少将，2020年9月晋升空军中将。